# 五郎池
五郎池（ごろういけ）は、富山県富山市に位置する池。面積は約0.25ha。野口五郎岳カール中にあるモレーン堰き止め氷河湖とされる。

## 地理
野口五郎岳のカール底にある池で、氷河末端部の礫のたまり場であるモレーンによる堰き止めで出来た氷河湖である。
池の周囲のカールの高原は江戸時代の「黒部大川筋絵」においては池ノ平と記載されている。

## 生態
池の周囲にはコマクサなどの高山植物が自生する。
池の水中においては、魚類などの大型生物は特に生息していない。